# 保加利亞科學院
保加利亞科學院（英語：Bulgarian Academy of Sciences，簡稱：BAS）
是位於保加利亞索非亞的科學院，保加利亞國家科學院於1869年成立，是一所自主的科學院：有院士、記者和國外院士。並有自己的出版社出版百科全書、字典和期刊。

## 歷史

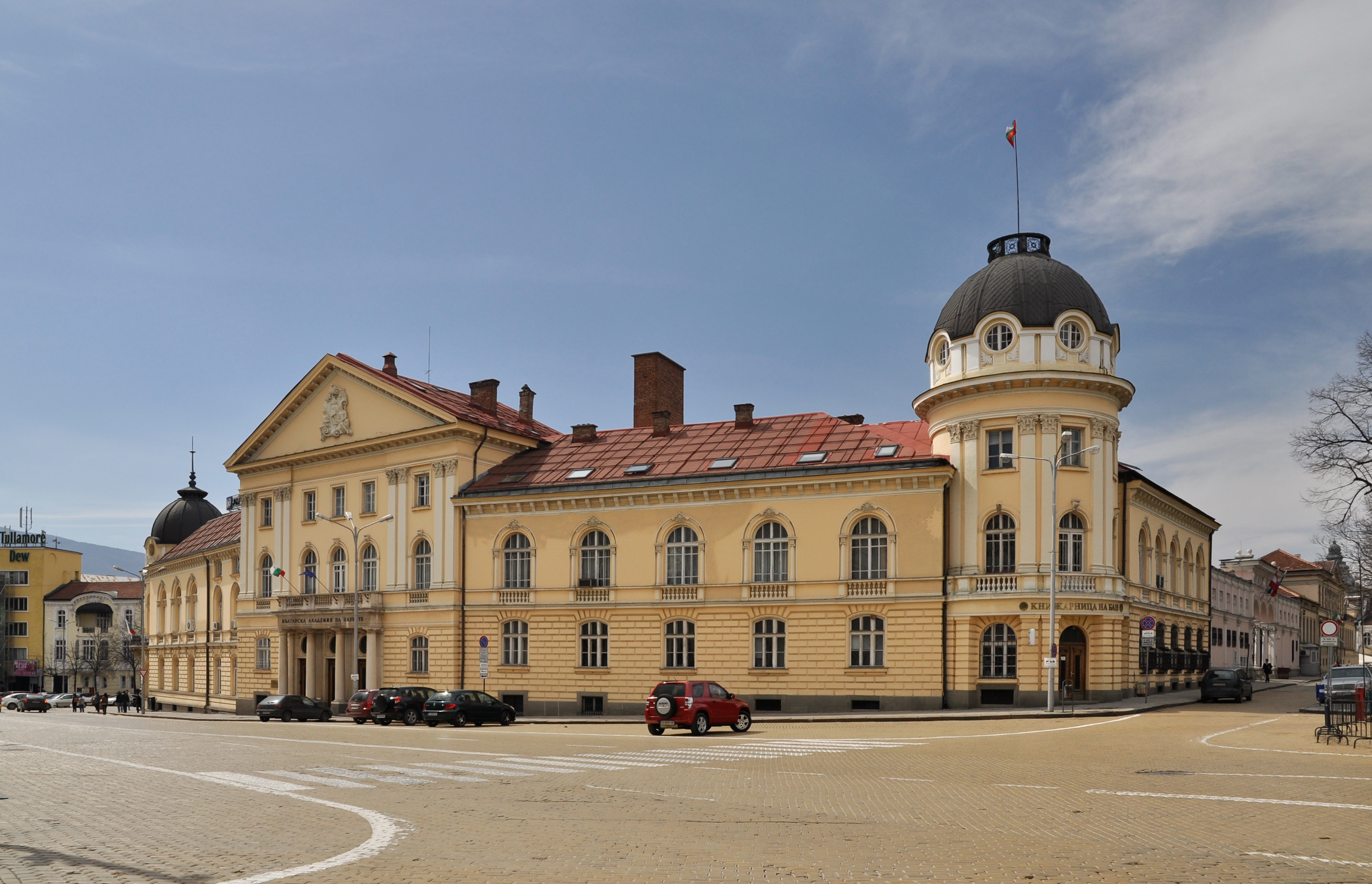
保加利亞科學院

當保加利亞被鄂圖曼帝國征服時，當時為保加利亞科學院的保加利亞文學社於1869年9月26日於羅馬尼亞王國布勒伊拉成立。第一任公認的委員為：
理事會：
- Nikolai Tsenov（院長）
- Vasilaki Mihailidi
- Petraki Simov
- Kostaki Popovich
- Stefan Beron

署理：
- Marin Drinov（主席）
- Vasil Drumev （成員）
- Vasil D. Stoyanov （秘書）

次年，文學社開始發行期刊，並於1871年選出了第一位名譽會員－Gavril Krastevich。
1878年，保加利亞從鄂圖曼帝國獨立，文學社決定從羅馬尼亞搬到索非亞現今的所在地。現今的科學院於1892年完成。該建築由建築師Hermann Mayer設計，並於1920年代擴建。
保加利亞文學社於1911年將文學社名字更改為保加利亞科學院，並由Ivan Geshov擔任學院的首任院長。保加利亞科學院於1913年成為了「斯拉夫科學院科學界聯合會」的成員之一，並在1931年加入國際科學理事會。